# Eugene Merle Shoemaker

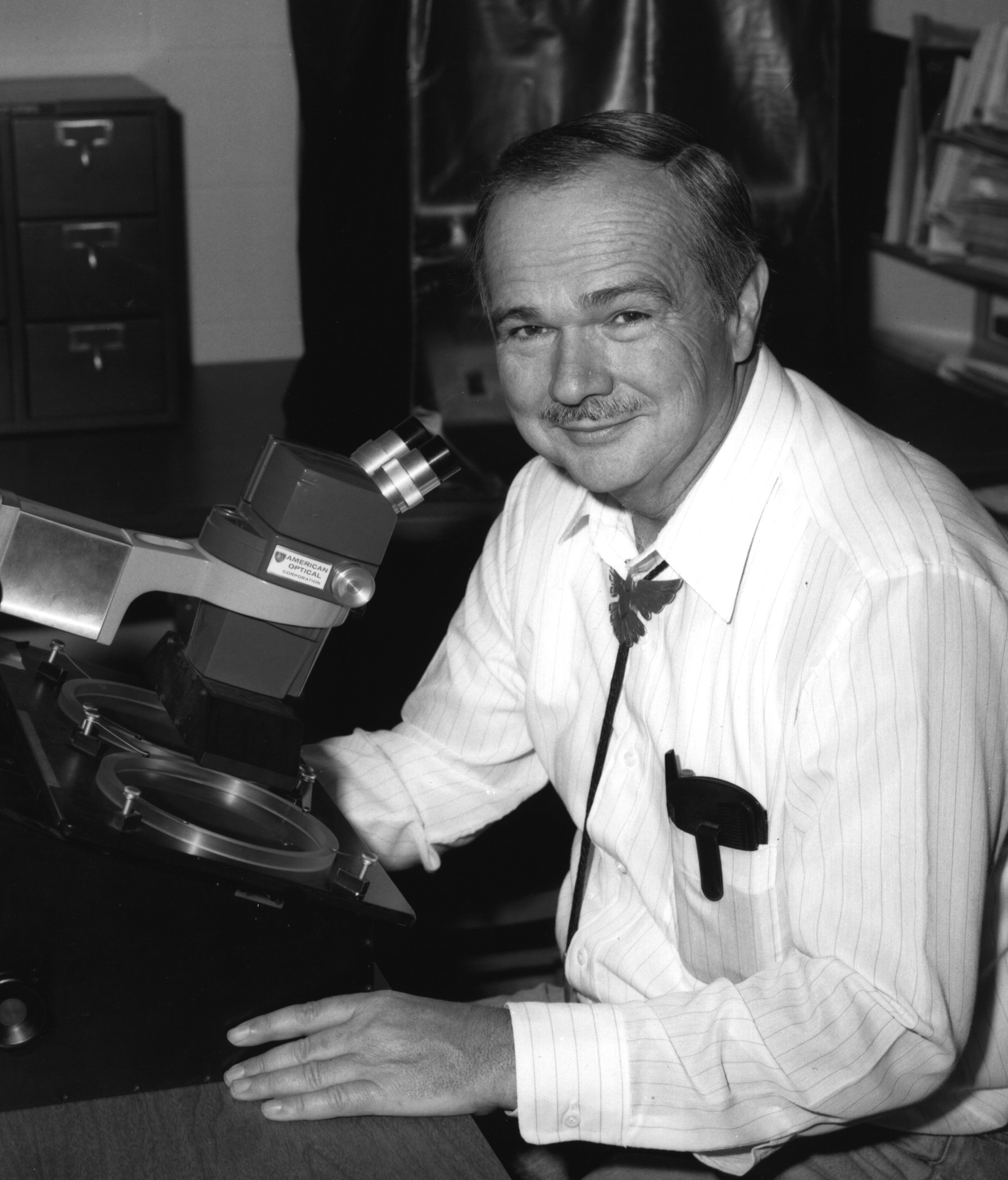
Eugene Shoemaker egy, az aszteroidák felfedezésére szolgáló mikroszkóp előtt

Eugene Merle Shoemaker (vagy Gene Shoemaker) (Los Angeles, 1928. április 28. – Alice Springs, 1997. július 18.) amerikai geológus, csillagász, a bolygótudományok egyik úttörője.
Los Angelesben született, leginkább a Shoemaker–Levy 9 üstökösről ismert, melyet feleségével, Carolyn Shoemakerrel és David Levyjal együtt fedezett fel.

## Tudományos eredmények
A Princetoni Egyetemen szerezte doktori fokozatát, ahol meggyőzően sikerült bizonyítania, hogy az arizonai Winslow közelében található Barringer meteorkráter egy meteoritbecsapódás eredménye. Shoemaker mindenki másnál többet tett annak az elméletnek a továbbfejlesztéséért, hogy hirtelen geológiai változásokat aszteroida-becsapódások okozhatnak és ezen becsapódások az egyes geológiai időszakokon keresztül megszokott jelenségek. Korábban a becsapódási krátereket kialudt tűzhányók maradványának tekintették, köztük a holdkrátereket is.
Később Nevada állam területén a földalatti atomrobbantások után megmaradt krátereket tanulmányozta, ahol kilövellt anyagok gyűrűjét találta meg. Mindkét esetben a kvarc egy olyan formájára lelt, melynek egyedi mikroszkopikus struktúrája a jelentős nyomás eredményeképpen alakult ki.
Az Űrgeológiai Kutatási Program (melynek első igazgatója volt) 1961-es megalapításával úttörő munkát végzett az űrgeológia területén. Jelentős részt vállalt a Holdra vezetett Lunar Ranger programban, amely megmutatta, hogy a Hold felszínét különféle méretű becsapódási kráterek borítják. Dr. Shoemaker részt vett az amerikai űrhajósok kiképzésében is. Őt jelölték ki az első tudósnak, aki a Hold felszínére lép, de később mellékvese problémái miatt kizárták.
A Caltech intézethez érkezve 1969-ben hozzákezdett a Föld pályáját keresztező aszteroidák módszeres felkutatásához, amely számos aszteroida-család felfedezését eredményezte, közöttük az Apollo aszteroidákét.
Dr. Shoemaker 1992-ben megkapta a Nemzeti Tudományos Érmet. 1993-ban társfelfedezője lett a Shoemaker–Levy 9 üstökösnek, mely egyedülálló módon először nyújtott lehetőséget a tudósok számára, hogy megfigyeljék egy üstökös becsapódását egy bolygóba. A Shoemaker-Levy 9 1994-ben ütközött a Jupiterrel.

## Halála és emlékezete
Dr. Shoemaker 1997 júliusában hunyt el autóbaleset következtében az ausztráliai Alice Springs környékén, a Tanami Road országúton, ami egy gyengébb minőségű, több száz kilométeres földút. Feleségével középre húzódva, de nagyobb sebességgel hajtott. Váratlanul szemből is egy középre húzódott autót vett észre közeledni. A másik autó az ausztrál szabályoknak megfelelően kitért előle, de a született amerikai dr. Shoemaker megfeledkezve az ottani balra hajts szabályról ösztönösen jobbra rántotta a kormányt, így a két autó frontálisan ütközött. Dr. Shoemaker a helyszínen meghalt, felesége megsérült. Hamvainak egy részét a Lunar Prospector űrszonda a Holdra vitte. A mai napig ő az egyetlen ember, akit a Holdra temettek el. Munkásságának tiszteletére a NASA az 1996-ban felbocsátott NEAR űrszondát 2000. március 14-én NEAR Shoemaker-re keresztelte át. Nevét viseli a kráter a Hold déli oldalán, ahol hamvai nyugszanak.

## Díjai
- William Bowie-érem (1996)[14]